# Cecilia Grönberg
Karin Cecilia Grönberg, född 23 oktober 1970, är en svensk fotograf och bildredaktör. Tillsammans med Jonas J. Magnusson driver hon tidskriften OEI och det anknutna förlaget OEI editör. Grönberg disputerade år 2016 i det konstnärliga ämnet fotografisk gestaltning vid Göteborgs universitet, med doktorsavhandlingen Händelsehorisont.

## Utmärkelser
- 2010 – Birger Schöldströms pris, tillsammans med Jonas J. Magnusson